# トゥモロー・ネヴァー・ダイ
「トゥモロー・ネヴァー・ダイ」（Tomorrow Never Dies）は、シェリル・クロウによる楽曲で、ジェームズ・ボンド映画第18作『007 トゥモロー・ネバー・ダイ』の主題歌である。クロウとミッチェル・フルームが共同で書き、イギリスのチャートでは初登場11位となった。

## 歴史
映画の作曲家のデヴィッド・アーノルドによって書かれ、k.d.ラングが歌うもう1曲の「トゥモロー・ネヴァー・ダイ」があり、もともとはそちらが公式テーマ曲として製作されていた。クロウの曲が公式テーマになると、k.d.ラングの曲はエンド・クレジットで流れることになり、「サレンダー」に改名された。「サレンダー」のメロディーはアーノルドのスコアのままである。

## 評価

### 批評家の反応
| 専門評論家によるレビュー           | 専門評論家によるレビュー |
| レビュー・スコア                   | レビュー・スコア         |
| 出典                               | 評価                     |
| ---------------------------------- | ------------------------ |
| エンターテインメント・ウィークリー | [ 4 ]                    |

『エンターテインメント・ウィークリー』の音楽評論家のジム・ファーバーは否定的なレビューを書き、クロウを起用したのは「A-ha以降最悪の失敗」と評した。『ローリング・ストーン』ではラングの曲の方が優れていると書かれた。Filmtracks.comのクリスチャン・クレメンセンは、ラングの曲にすべきだったと述べ、クロウの「ビーチ・バム・ボイスと怠惰なパフォーマンスは、映画の恥だ」と考えた。

### 受賞とノミネート
第55回ゴールデングローブ賞では主題歌賞にノミネートされたが、「マイ・ハート・ウィル・ゴー・オン」に敗れた。第41回グラミー賞にもノミネートされたが、同じく「マイ・ハート・ウィル・ゴー・オン」に敗れた。

## トラックリスト
2トラック CDシングル
1. "トゥモロー・ネヴァー・ダイ" (シェリル・クロウ、ミッチェル・フルーム) - 4:47
2. "ストロング・イナフ" (Bill Bottrell, David Baerwald, Crow, Kevin Gilbert, Brian MacLeod, David Ricketts) – 3:10

ヨーロッパ盤 CDシングル (Cat. No. 582 457-2)
1. "Tomorrow Never Dies" (Crow, Froom) – 4:47
2. "The Book" (Crow, Jeff Trott) – 4:34
3. "No One Said It Would Be Easy" (Bottrell, Crow, Gilbert, Dan Schwartz) – 5:29
4. "Ordinary Morning" (Crow) – 3:55

## チャート
| チャート (1997–1998年)                   | 最高位 |
| ---------------------------------------- | ------ |
| オーストラリア (ARIA)                    | 65     |
| ベルギー (Ultratop 50 Flanders)          | 36     |
| ベルギー (Ultratop 50 Wallonia)          | 19     |
| カナダ アダルト・コンテンポラリー (RPM)  | 44     |
| ヨーロッパ (Eurochart Hot 100)           | 28     |
| フィンランド (Suomen virallinen lista)   | 5      |
| フランス (SNEP)                          | 21     |
| ドイツ (GfK Entertainment charts)        | 52     |
| ギリシャ (IFPI)                          | 3      |
| アイスランド (Íslenski Listinn Topp 40)  | 6      |
| アイルランド (IRMA)                      | 22     |
| オランダ (Dutch Top 40 Tipparade)        | 13     |
| オランダ (Single Top 100)                | 43     |
| スコットランド (Official Charts Company) | 14     |
| スウェーデン (Sverigetopplistan)         | 30     |
| スイス (Schweizer Hitparade)             | 12     |
| UK シングルス (OCC)                      | 12     |

| チャート (1998年)                       | 順位 |
| --------------------------------------- | ---- |
| アイスランド (Íslenski Listinn Topp 40) | 66   |